# Франселья, Гильермо
Гилье́рмо Э́ктор Франсе́лья (исп. Guillermo Héctor Francella, род. 14 февраля 1955) ― аргентинский актёр и комик.

## Юность
Гильермо Франселья родился в Буэнос-Айресе в семье Рикардо Эктора Франселлы, банковского служащего, учителя физкультуры и тренера по тяжёлой атлетике в гоночном клубе и Аделины Редондо вторым ребёнком в семье. Первые два года своей жизни он провёл в Вилья-дель-Парк, а позже семья переехала в Беккар, северный район Большого Буэнос-Айреса, где Франселья прожил остаток детства. Дом был расположен рядом с домом его бабушки и дедушки по отцовской линии, Доменико и Заиды. Его дед был итальянским иммигрантом, прибывшим в Аргентину из Фальконара-Альбанезе, Калабрия, и чья первоначальная фамилия была Франджелла. Он учился и получил степень бакалавра в Институте Сан-Исидро в 1972 году. Позже стал изучать журналистику. Он получил степень журналиста после трёхлетнего обучения, а позже начал работать в журнале Gente, где проработал журналистом три месяца, прежде чем его уволили. Он также работал продавцом в магазине одежды, страховым агентом и был членом компании по недвижимости вместе со своим дядей. Его отец умер, когда ему было двадцать шесть лет. 

## Карьера
Дебютировал на телевидении в 1980 году в Лос-Анджелесе в сериале Los hnos. В 1985 году он снял свой первый фильм El telo y la tele, также участвовал в качестве статиста в фильме Los caballeros de la cama redonda с Альберто Ольмедо в главной роли. В 1992 году Франселья сыграл персонажа Франкачеллу в фильме «Бригада Кола», где у него была собака по кличке Тронко. В начале 1990-х он снял ещё две части фильма «Уничтожители», образовав сагу, которая завершилась четвёртой частью летом 1992 года. Его следующий фильм «Аргентинец в Нью-Йорке» был снят в Испании и Соединённых Штатах, его коллегой стала Наталья Орейро. Этот фильм стал одним из величайших хитов аргентинского кино. В 1999 году он снялся в сериале Trillizos, dijo la partera с актрисой Лаурой Новоа. Ему пришлось сыграть сразу трёх братьев из Буэнос-Айреса, Луиджи, Марсело и Энцо, которые объединили классическую семью итальянских корней, но, в свою очередь, каждый из них отличался своей индивидуальностью, которая их характеризовала.
В середине 2000-х он играл преимущественно в сериалах. В 2008 году Франселья снялся в сериале «Украденные жизни», который получил премию Мартина Фьерро де Оро в 2008 году. В конце года он отправился в Мексику, чтобы сняться в главной роли в комедии «Рудо и Курси» вместе с Гаэлем Гарсией Берналем и Диего Луной. В 2009 году он снялся вместе с Рикардо Дарином и Соледад Вильямиль в драме «Тайна в его глазах», которую посмотрели два миллиона зрителей. Фильм был удостоен премии Оскар за лучший неанглоязычный фильм. В 2011 году он вернулся на маленький экран с комедией «Эль хомбре де ту вида», где сыграл роль Хьюго, человека, пережившего кризис среднего возраста. Кроме того, вместе с Артуро Пучом он снялся в фильме Аны Кац «Лос Марциано». В 2015 году он снялся в фильме «Клан», в 2020 — в драме Афера века.
С 2022 по 2024 год исполнил главную роль Элисео Басурто в аргентинском комедийном телесериале «Управляющий», за которую удостоился в 2023 году премии «Платино» за лучшую мужскую роль в мини-сериале или телесериале, а также номинаций на премии «Проду» как лучший исполнитель главной роли в комедийном сериале или мини-сериале и «Серебряный кондор» как лучший актёр главной роли в комедии и/или мюзикле.

## Личная жизнь
С 1989 года он женат на Маринес Бренья, у пары двое детей: Николас Франселья, родившийся 22 октября 1990 года, и Йоханна Франселья, родившаяся 4 декабря 1993 года.